# Barabattoia laddi
Barabattoia laddi är en korallart som först beskrevs av Wells 1954.  Barabattoia laddi ingår i släktet Barabattoia och familjen Faviidae. IUCN kategoriserar arten globalt som sårbar. Inga underarter finns listade i Catalogue of Life.